# Kunszentmiklós-Tass–Dunapataj-vasútvonal
A Kiskunságban fekvő Kunszentmiklós-Tass–Dunapataj vasútvonal a MÁV 151-es számú, egyvágányú, nem villamosított 49 km hosszú mellékvonala.

## Történet
A 49 km hosszú, síkvidéki jellegű vonal helyiérdekű vasútvonalként épült meg. Az üzletkezelését a MÁV látta el az 1902. október 22-én történt átadása óta.
A Budapest–Szabadka–Zimony vasúti fővonalból Kunszentmiklós-Tass állomásnál kiágazó mellékvonal segítségével a Duna bal partján fekvő települések közvetlen kapcsolatba kerültek a fővárossal. A vonal forgalmát a kezdetekben elsősorban mezőgazdasági termékek szállítása jellemezte.
Kezdetektől fogva tervezték a továbbépítését Kalocsa–Baja felé, de a tőzeges talaj miatt ez túl nagy költségekkel járt volna. 1956-ban nyílt meg a Dunapataj–Kalocsa–Baja-vasútvonal, mely hivatalosan vasútvonalként volt nyilvántartva, fizikailag viszont nem létezett, a forgalmat közúton bonyolították le vasúti díjszabással. Emiatt a helyiek "gumivasútnak" nevezték.
A Kunszentmiklós-Tass és Solt közötti vonalszakasz 1962-1963 között átépült, a pályában ma „T” jelű vasbetonaljakon 48 kg/fm sín fekszik. Solt és Dunapataj között a felépítményt csak részlegesen újították fel, általában használt anyagokból, itt a „i” síneket „I” és 48 kg/fm sínekre cserélték, valamint a talpfás vágányt szórványosan vasbetonaljakkal megerősítették.

## Jelen
A Gazdasági és Közlekedési Minisztérium rendelete alapján a vasútvonalon 2007. március 4-én megszűnt a személyszállítás. A tehervonatok Kunszentmiklós-Tass és Solt állomások között közlekedhetnek. Ezen a szakaszon állandó 40 km/h lassújel van kitűzve. Itt rendszeresek a pályafenntartó menetek. (PFT)

## Érdekesség
A vasútvonal egykori Csabony megállóhelyén forgatták 1979-ben Mihályfy Sándor Indul a bakterház című filmjét.